# Wale Musa Alli
Wale Musa Alli (Lagos, 31 dicembre 2000) è un calciatore nigeriano, attaccante dell'USM Alger.

## Carriera
Nel 2019 approda in Europa agli estoni del Kalev Tallinn, dove si mette in mostra con 10 reti in 35 incontri. Nel febbraio 2020 viene acquistato dall'Amstetten, militando per due stagioni e mezza nella seconda divisione austriaca. Nell'estate del 2022 si trasferisce allo Zbrojovka Brno, squadra della massima divisione ceca.

## Statistiche

### Presenze e reti nei club
Statistiche aggiornate all'8 aprile 2023.
| Stagione         | Squadra          | Campionato       | Campionato | Campionato | Coppe nazionali | Coppe nazionali | Coppe nazionali | Coppe continentali | Coppe continentali | Coppe continentali | Altre coppe | Altre coppe | Altre coppe | Totale | Totale |
| Stagione         | Squadra          | Comp             | Pres       | Reti       | Comp            | Pres            | Reti            | Comp               | Pres               | Reti               | Comp        | Pres        | Reti        | Pres   | Reti   |
| ---------------- | ---------------- | ---------------- | ---------- | ---------- | --------------- | --------------- | --------------- | ------------------ | ------------------ | ------------------ | ----------- | ----------- | ----------- | ------ | ------ |
| 2019             | Kalev Tallinn    | ML               | 33         | 7          | CE              | 2               | 3               |                    | -                  | -                  |             | -           | -           | 35     | 10     |
| feb.-giu. 2020   | Amstetten        | 1L               | 12         | 1          | CA              | 0               | 0               |                    | -                  | -                  |             | -           | -           | 12     | 1      |
| 2020-2021        | Amstetten        | 1L               | 26         | 1          | CA              | 3               | 0               |                    | -                  | -                  |             | -           | -           | 29     | 1      |
| 2021-2022        | Amstetten        | 1L               | 28         | 6          | CA              | 3               | 0               |                    | -                  | -                  |             | -           | -           | 31     | 6      |
| Totale Amstetten | Totale Amstetten | Totale Amstetten | 66         | 8          |                 | 6               | 0               |                    | -                  | -                  |             | -           | -           | 72     | 8      |
| 2022-2023        | Zbrojovka Brno   | 1L               | 26         | 3          | CRC             | 3               | 1               |                    | -                  | -                  |             | -           | -           | 29     | 4      |
| Totale carriera  | Totale carriera  | Totale carriera  | 125        | 18         |                 | 11              | 4               |                    | -                  | -                  |             | -           | -           | 136    | 22     |